# One Tree Hill (canción)

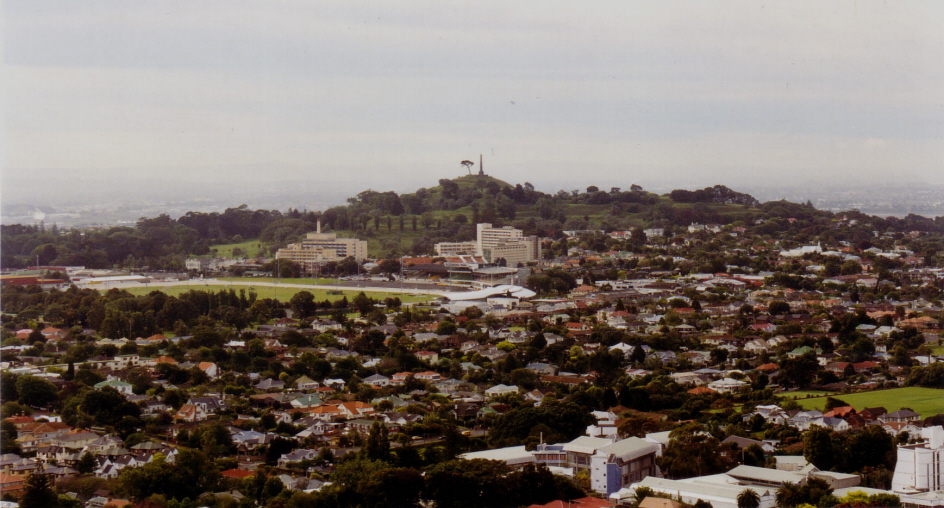
One Tree Hill en Nueva Zelanda.

«One Tree Hill» es la novena canción y el penúltimo sencillo del álbum The Joshua Tree lanzado el 1987 por el grupo irlandés U2. El sencillo fue editado exclusivamente en Nueva Zelanda y Australia en 1988 donde llega al número uno de los charts nacionales. El título del tema One Tree Hill se refiere a una torre volcánica de la ciudad de Auckland en Nueva Zelanda. El último árbol de este monte volcánico fue cortado el año 2000. El texto de la canción tiene varias interpretaciones y hace tributo a varias personas: a la memoria de un amigo neozelandés de Bono, Greg Carrol, que falleció en un accidente de moto en Dublín en 1986, y también a la memoria del cantautor chileno Víctor Jara. 
Parte del texto dice: 

...

Y en el mundo, un corazón oscurecido, una zona de fuego

Donde los poetas hablan del corazón y después son desangrados,

Jara canto su canción, un arma en las manos del amor,

Se sabe que su sangre aún grita de la tierra

Corre como un río, corre al mar

Corre como río al mar.

No creo en pinturas de rosas ni en corazones rotos

Mientras los disparos violan la noche de los misericordiosos

Te veré de nuevo cuando las estrellas caigan del cielo

Y la luna se haya enrojecido sobre el monte de un árbol.

Y correremos como un río, como un río corre al mar

Correremos como un río al mar...

El tema fue tocado frecuentemente durante la gira del Joshua Tree Tour y Lovetown Tour con su última interpretación a principios de los 90. A partir de ahí no fue interpretada públicamente por U2 hasta el año 2006 en Auckland durante la gira Vertigo Tour y dos veces en shows en Tokio. En la gira U2 360° Tour volvió a ser interpretada en cuatro ocasiones (Chicago, Auckland² y en Santiago de Chile junto a la cantante chilena Francisca Valenzuela).